# Midnight in Paris
Midnight in Paris è un film del 2011 scritto e diretto da Woody Allen.
La pellicola, una commedia romantico-fantastica ambientata a Parigi, è interpretata da Kathy Bates, Adrien Brody, Carla Bruni, Marion Cotillard, Rachel McAdams, Michael Sheen e Owen Wilson.
Acclamato dalla critica, il film è stato candidato a quattro premi Oscar nell'edizione del 2012 (miglior film, miglior regista, miglior scenografia e miglior sceneggiatura originale) trionfando in quest'ultima (il quarto per Woody Allen) e il Golden Globe nella stessa categoria nell'edizione dello stesso anno.
Annoverato tra i maggiori successi di Allen e considerato come il secondo capitolo della cosiddetta "trilogia turistica" del regista, iniziata con Vicky Cristina Barcelona nel 2008 e conclusasi con To Rome With Love nel 2012.

## Trama
Gilbert "Gil" Pender, sceneggiatore cinematografico di successo, è in vacanza a Parigi con la sua fidanzata Inez e i genitori di lei. Stanco della vita e del mondo di Hollywood, Gil spera nella vacanza per trovare l'ispirazione necessaria a completare il suo primo romanzo, compito dal quale viene però scoraggiato costantemente dalla fidanzata e dai genitori di lei, i quali sminuiscono le sue aspirazioni letterarie e ritengono che la carriera di sceneggiatore sia più remunerativa e preferibile a quella di scrittore. In un ristorante Gil e Inez incontrano casualmente Paul, un intellettuale vecchia conoscenza di Inez, e la sua compagna. Inez è attratta da Paul e dalla sua erudizione, e accetta tutti gli inviti posti dalla coppia per visitare Parigi, trascinando Gil con sé, il quale però non sopporta le ostentazioni di Paul sull'arte.
Una sera, dopo un evento, Inez accetta l'invito di Paul e della sua compagna per andare a ballare; Gil invece declina l'invito in favore di una passeggiata per tornare in albergo. Camminando in solitudine per le strade di Parigi, perde l'orientamento. Mentre è seduto sulla scalinata della Chiesa di Saint-Étienne-du-Mont, ammirando la bella serata parigina, a mezzanotte accetta un passaggio su una insolita Peugeot d'epoca. Per incanto, l'aspirante romanziere statunitense si ritrova nel passato, nella mitica Parigi degli anni venti e della "Generazione perduta", che egli ammira da sempre: la prima come età ideale e migliore rispetto al presente, la seconda come modello di arte e di stile. Durante un party in onore del poeta e drammaturgo Jean Cocteau incontra i letterati e gli artisti che a quell'epoca soggiornavano a Parigi: lo scrittore Francis Scott Fitzgerald con la moglie Zelda, il compositore Cole Porter che prova al pianoforte la sua Let's Do It, Let's Fall in Love, il torero spagnolo Juan Belmonte; nel corso della notte incontrerà anche la soubrette Joséphine Baker e lo scrittore Ernest Hemingway che gli offre lezioni di scrittura e di vita.
Tornato al presente, Gil vuole a tutti costi rivivere quell'esperienza tanto incredibile quanto reale e condividerla con Inez, e la sera successiva la convince a seguirlo. I due si recano nel medesimo punto dove
Gil si era smarrito la sera precedente; Inez però, spazientita dall'attesa, decide di tornare in albergo. Rimasto solo, ai rintocchi della mezzanotte Gil vede di nuovo avanzare l'auto d'epoca che si ferma davanti a lui, e sale a bordo in compagnia di Hemingway. Quella notte Hemingway lo accompagna da Gertrude Stein, la quale si presta a leggere il romanzo di Gil, dandogli saggi consigli. In casa di madame Stein Gil incontra la scrittrice Alice Toklas, il pittore Pablo Picasso e Adriana, una giovane affascinante e intelligente, allieva di Coco Chanel, compagna di Picasso e in precedenza anche l'amante di Amedeo Modigliani e Georges Braque.
Mentre vive in quella che considera l'età dell'oro, Gil si innamora di Adriana e desidera rivederla. Il rapporto con Inez invece è sempre più problematico e tra i due emergono incomprensioni e divergenze. Gil continua a recarsi nel passato incontrando altri artisti dell'epoca, come gli scrittori Henry Miller e Djuna Barnes, il pittore Salvador Dalí, il fotografo Man Ray, il regista Luis Buñuel, il poeta Thomas Stearns Eliot, il pittore Henri Matisse, lo scrittore William Faulkner.
Una notte, mentre si sta dichiarando ad Adriana, l'incanto vissuto tante volte da Gil si ripresenta a entrambi: i due salgono su una carrozza e vengono condotti al celebre Maxim's della Belle Époque, l'epoca vagheggiata da Adriana come la vera età dell'oro rispetto agli anni venti ammirati da Gil; qui incontrano Henri de Toulouse-Lautrec, Paul Gauguin, Edgar Degas. Dalla conversazione tra questi artisti, che rimpiangono i fermenti culturali del Rinascimento, e dalle argomentazioni di Adriana, Gil capisce che l'idealizzazione di un "glorioso passato ormai perduto" è un'aspirazione ricorrente nell'animo umano, in tutte le epoche storiche, quando si preferisce guardare nostalgicamente a un romantico passato, piuttosto che accettare la banalità e l'insoddisfazione del proprio presente e pensare con incertezza al futuro.
Lasciata Adriana – decisa a rimanere nella Belle Époque – Gil ritorna alla sua epoca, dove rompe con la fidanzata Inez, che peraltro gli era stata infedele con Paul, e si ritrova solo, di notte, sul ponte Alessandro III; qui incontra Gabrielle, conosciuta giorni prima al mercato delle pulci. La scoperta del comune amore per le notti parigine a piedi sotto la pioggia, lo risolverà finalmente all'abbandono del vagheggiamento per il passato e all'accettazione del suo presente.

## Produzione
Woody Allen ha impiegato un approccio inverso nello scrivere la sceneggiatura di questo film, costruendo la trama attorno a un titolo concepito: Midnight in Paris. Il regista ha originariamente scritto il personaggio di Gil come intellettuale della East Coast, ma si è ricreduto quando lui e la direttrice del casting Juliet Taylor hanno iniziato a considerare Owen Wilson per il ruolo. "Pensavo che Owen sarebbe stato affascinante e divertente, ma la mia paura era che non fosse affatto così "orientale" nella sua persona", ha affermato il regista, rendendosi conto che rendere il protagonista un californiano avrebbe effettivamente reso il personaggio più "ricco".

## Distribuzione
L'anteprima mondiale è avvenuta l'11 maggio 2011, quando è stato proposto come film d'apertura del Festival di Cannes 2011. Dopo la presentazione al Festival di Cannes il film è stato distribuito nelle sale francesi l'11 maggio e in quelle statunitensi il 20 maggio 2011.
In Italia è stato distribuito il 2 dicembre 2011 dalla Medusa Film. La direzione del doppiaggio è stata affidata a Maura Vespini, su dialoghi di Elettra Caporello.

## Accoglienza

### Incassi
A fronte di un budget di 17 milioni di dollari, il film ha incassato 56817045 $ in Nord America e 94855273 $ nel resto del mondo, per un totale di 151672318 $.
In Italia la pellicola ha incassato 8936266 €. Si tratta dell'incasso d'esordio più elevato dei film del regista nella penisola, che ha fruttato ben 2203671 € in appena tre giorni.

### Critica
Il film è stato accolto positivamente dalla critica. Sull'aggregatore di recensioni Rotten Tomatoes ha un indice di gradimento del 93% basato su 226 recensioni, con un voto medio di 7,8 su 10. Il consenso critico del sito afferma: «Potrebbe non vantare la profondità dei suoi film classici, ma il dolce e sentimentale Midnight in Paris è abbastanza divertente e affascinante da soddisfare i fan di Woody Allen». Su Metacritic ottiene un punteggio di 81 su 100 basato su 40 recensioni.
Il regista Quentin Tarantino ha apprezzato molto il film, inserendolo nella sua personale classifica, stilata da lui ogni anno, al primo posto dei film più belli del 2011.

## Riconoscimenti
Il film ha ottenuto quattro candidature ai premi Oscar 2012 tra cui miglior film e miglior regia, vincendo il premio per la migliore sceneggiatura originale.
- 2012 - Premio Oscar
  - Miglior sceneggiatura originale a Woody Allen
  - Candidatura per il miglior film a Letty Aronson e Stephen Tenenbaum
  - Candidatura per la migliore regia a Woody Allen
  - Candidatura per la migliore scenografia a Anne Seibel e Hélène Dubreuil
- 2012 - Golden Globe
  - Miglior sceneggiatura a Woody Allen
  - Candidatura per il miglior film commedia o musicale
  - Candidatura per la migliore regia a Woody Allen
  - Candidatura per il miglior attore in un film commedia o musicale a Owen Wilson
- 2013 - Grammy Award
  - Miglior compilation di una colonna sonora a Woody Allen
- 2012 - Premio BAFTA
  - Candidatura per la miglior sceneggiatura originale a Woody Allen
- 2012 - Nastro d'argento
  - Candidatura per il regista del miglior film non europeo a Woody Allen
- 2012 - Premio Goya
  - Candidatura per la miglior sceneggiatura originale a Woody Allen
- 2012 - Screen Actors Guild Award
  - Candidatura per il miglior cast
- 2012 - AACTA Award
  - Candidatura per il miglior film a Letty Aronson, Stephen Tenenbaum e Jaume Roures
  - Candidatura per la miglior regia a Woody Allen
  - Candidatura per la miglior sceneggiatura a Woody Allen
- 2012 - Empire Award
  - Candidatura per la miglior commedia
- 2012 - Independent Spirit Award
  - Candidatura per il miglior attore non protagonista a Corey Stoll
  - Candidatura per la migliore fotografia a Darius Khondji
- 2011 - Satellite Award
  - Candidatura per il miglior film a Woody Allen
  - Candidatura per la migliore regia a Woody Allen
  - Candidatura per la miglior attrice non protagonista a Rachel McAdams
- 2012 - Saturn Award
  - Candidatura per il miglior film
  - Candidatura per la miglior sceneggiatura a Woody Allen
- 2012 - Critics' Choice Movie Award
  - Migliore sceneggiatura originale a Woody Allen
  - Candidatura per il miglior film
  - Candidatura per la migliore commedia
- 2011 - Chicago Film Critics Association Award
  - Candidatura Migliore sceneggiatura originale a Woody Allen
- 2011 - Phoenix Film Critics Society Award
  - Candidatura per il miglior film
  - Candidatura per la miglior regia a Woody Allen
  - Candidatura per il miglior cast
  - Candidatura per la miglior sceneggiatura originale a Woody Allen
- 2011 - San Diego Film Critics Society Award
  - Miglior sceneggiatura originale a Woody Allen
  - Candidatura per il miglior film
  - Candidatura per la miglior regia a Woody Allen
  - Candidatura per il miglior cast
  - Candidatura per la miglior scenografia a Anne Seibel

- 2011 - Southeastern Film Critics Association Award
  - Migliore sceneggiatura a Woody Allen
  - Candidatura per il miglior film
- 2012 - AFI Award
  - Film dell'anno a Stephen Tenenbaum e Letty Aronson
- 2012 - Eddie Award
  - Candidatura per il miglior montaggio in un film commedia o musicale a Alisa Lepselter
- 2012 - British Society of Cinematographers
  - Candidatura per la miglior fotografia a Darius Khondji
- 2012 - Central Ohio Film Critics Association Award
  - Candidatura per il miglior film
  - Candidatura per la migliore sceneggiatura originale a Woody Allen
- 2011 - Dallas-Fort Worth Film Critics Association Award
  - Candidatura per il miglior film
  - Candidatura per la miglior regia a Woody Allen
  - Candidatura per la miglior sceneggiatura a Woody Allen
- 2012 - DGA Award
  - Candidatura per la miglior regia a Woody Allen
- 2012 - Golden Trailer Award
  - Candidatura per il miglior film indipendente
- 2011 - Hollywood Film Award
  - Miglior produttore a Letty Aronson
- 2012 - National Society of Film Critics Award
  - Candidatura per la miglior sceneggiatura a Woody Allen
- 2011 - New York Film Critics Circle Award
  - Candidatura per la miglior sceneggiatura a Woody Allen
- 2012 - Premio Nebula
  - Candidatura per la miglior sceneggiatura a Woody Allen
- 2012 - WGA Award
  - Migliore sceneggiatura originale a Woody Allen
- 2012 - Argentinean Film Critics Association Award
  - Candidatura per il miglior film straniero a Woody Allen
- 2011 - Austin Film Critics Association
  - Miglior sceneggiatura originale a Woody Allen
  - Candidatura per il miglior film
- 2011 - Awards Circuit Community Award
  - Miglior sceneggiatura originale a Woody Allen
  - Candidatura per il miglior film a Jaume Roures, Letty Aronson e Stephen Tenenbaum
  - Candidatura per il miglior cast
  - Candidatura per la miglior scenografia a Anne Seibel e Hélène Dubreuil
  - Candidatura per i migliori costumi a Sonia Grande
- 2012 - Chlotrudis Award
  - Candidatura per il miglior cast
  - Candidatura per la miglior scenografia a Anne Seibel
- 2012 - Cinema Brazil Grand Prize
  - Miglior film straniero a Woody Allen
- 2012 - Cinema Writers Circle Award
  - Miglior sceneggiatura originale a Woody Allen
  - Candidatura per il miglior film a Woody Allen
  - Candidatura per il miglior regia a Woody Allen